# Whisker (krystalografie)
Vytváření kovových whiskerů je jev, který se vyskytuje v elektronických zařízeních, kdy se během jisté doby vytváří dlouhé vlasové výčnělky typu whiskery. Whiskery cínu byly zaznamenány již době vakuových elektronek, na začátku 20. století. Šlo o zařízení, která používala pájku z čistého, nebo velmi čistého cínu. Bylo zaznamenáno, že mezi kovovými pájecími ploškami dochází k růstu kovových vlasových výčnělků, které způsobují zkraty. Kovové whiskery se vytváří působením kompresního namáhání. Byl dokumentován vznik whiskerů pro kovy: zinek, kadmium a dokonce pro olovo. Pro zmírnění problému se používaly změny v procesu ohřevu-chlazení, přidávání dalších prvků, např. měď a nikl a zahrnutí konformních povlaků. Tradiční cestou pro zpomalování růstu whiskerů bylo přidávání olova do pájky.

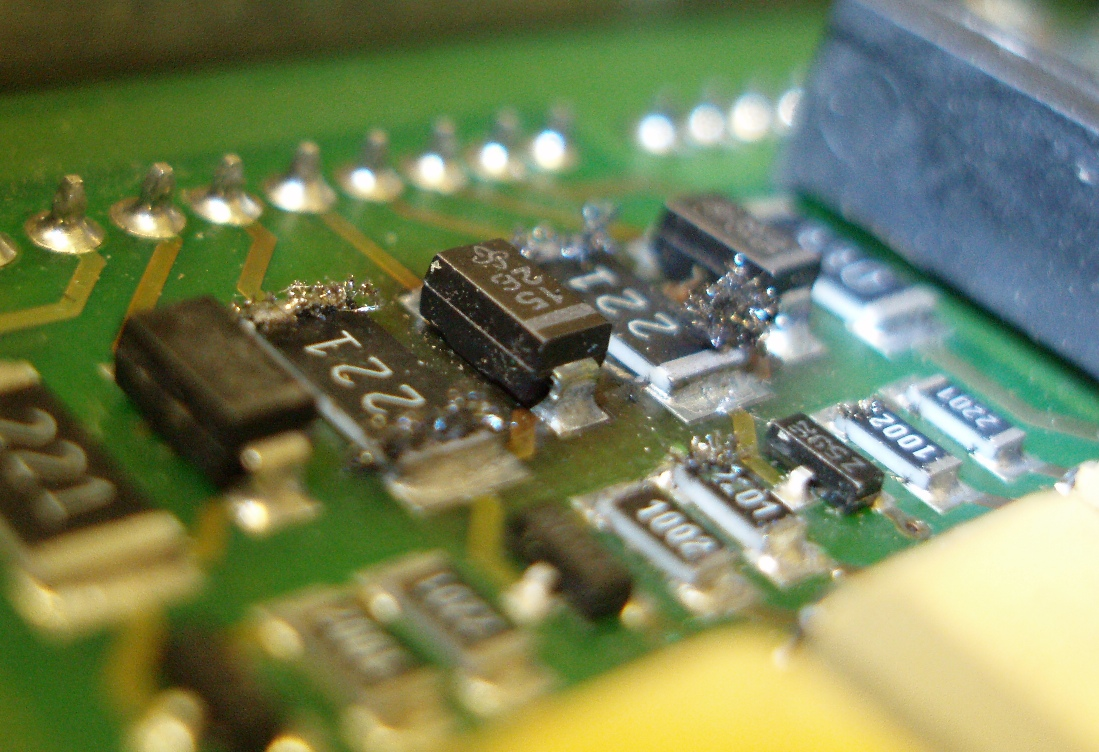
Whiskery stříbra vytvořené na povrchově montovaných rezistorech

## Mechanismus

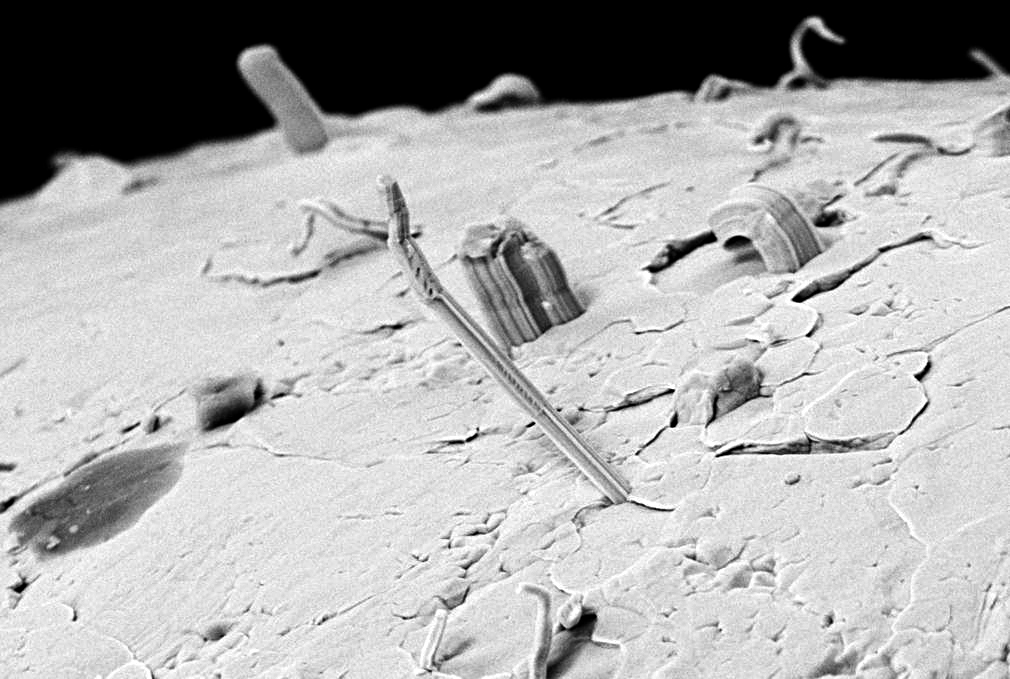
Mikroskopický pohled vykazující whiskery v cínu použitém pro pájení elektronických komponent.

Vytváření whiskerů je krystalografický metalurgický jev zahrnující spontánní růst tenkých „vlásků“ z povrchu kovu. Tento jev se zejména primárně vyskytuje na základních kovech, avšak vyskytuje se rovněž na slitinách.
Mechanizmus, který souvisí s růstem kovových whiskerů, nebyl dostatečně vysvětlen. Předpokládá se, že souvisí s mechanickým tlakovým namáháním, včetně:
- zbytkového namáhání vyvolaného galvanickým nanášením,
- mechanicky indukovaných namáhání,
- namáhání indukovaných difuzí různých kovů,
- tepelně indukovaných namáhání a
- gradientů pnutí v materiálech.

Kovové whiskery se liší od kovových dendritů v několika aspektech; dendrity mají tvar „kapradí“, rostou po povrchu kovu, kdežto kovové whiskery připomínají „vlásky“ vyčnívající kolmo na povrch. Růst dendritů vyžaduje vlhkost umožňující rozpouštění kovů do roztoku kovových iontů, které jsou pak přerozděleny pomocí elektromigrace v přítomnosti elektromagnetického pole. Přesný mechanizmus vytváření whiskerů zůstává neznámý. Je však známo, že vytváření whiskerů nevyžaduje ani rozpouštění kovu ani přítomnost elektromagnetického pole.

## Důsledky

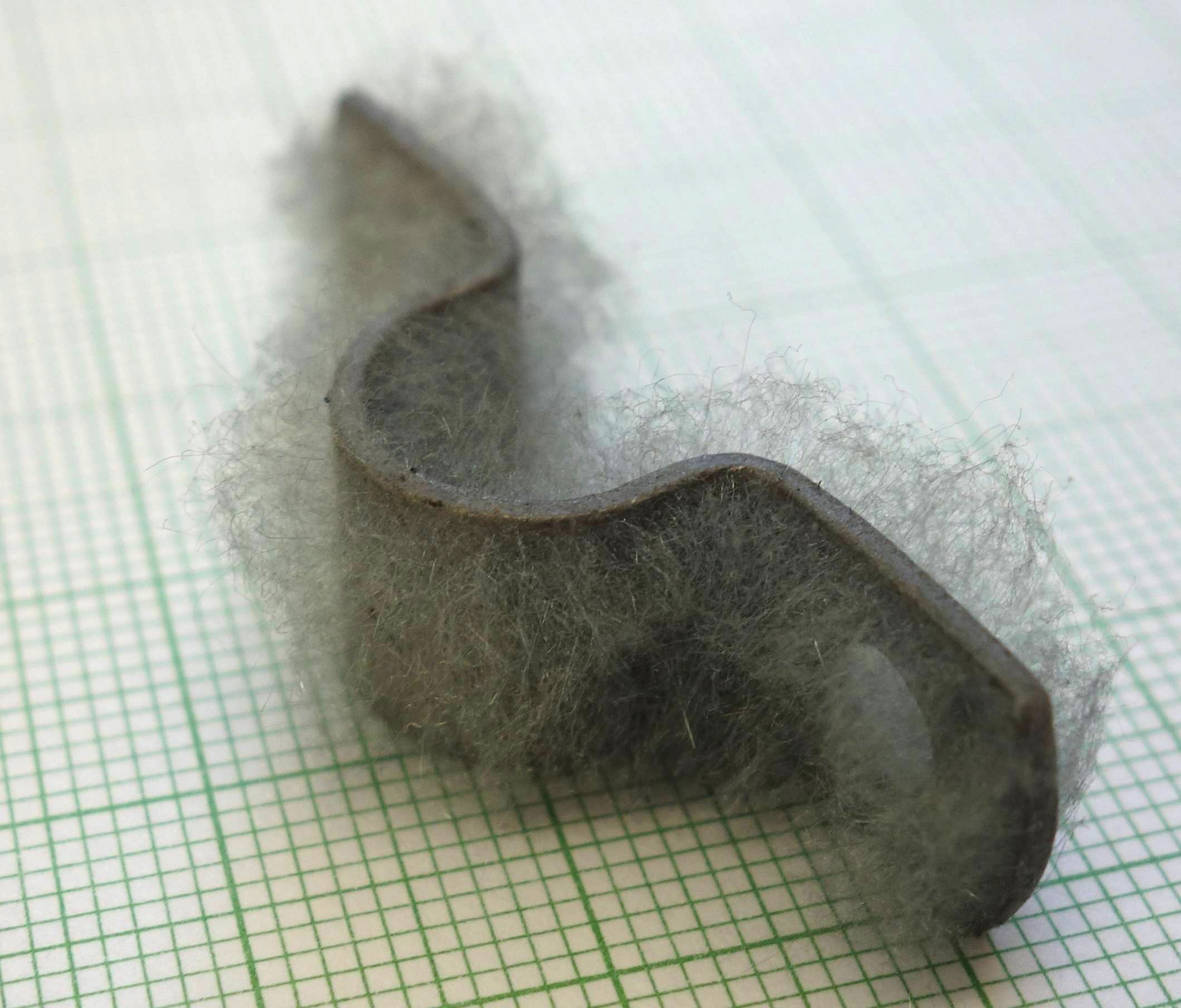
Whiskery zinku o délce několika milimetrů na oceli s pokovením zinku

Whiskery mohou způsobovat zkraty a oblouky v elektrických zařízeních. Tento jev byl objeven telefonními společnostmi před rokem 1950 a později bylo prokázáno, že přidání olova do pájky výrazně zmírnilo tento problém. Evropská směrnice RoHS, s účinností od 1.7.2006, omezuje používání olova v různých typech elektronických a elektrických přístrojů. Toto vedlo k používání bezolovnatých slitin se zvýšeným zaměřením na prevenci vytváření whiskerů. Další sledovanou možností je prevence vytváření whiskerů pomocí vhodných povlaků.
Whiskery zinku ve vzduchu odpovídají za zvýšenou četnost poruch systému v místnostech s počítačovými servery. Whiskery zinku rostou z galvanicky nanášených kovových povrchů rychlostí až několika milimetrů za rok s průměrem několika mikrometrů. Whiskery se mohou vytvářet na podlahových dílech s galvanicky naneseným zinkem na zvýšených podlahách vyvolaných namáháním, které souvisí s chůzí po těchto dílech. Tyto whiskery se mohou potom uvolňovat do vzduchu v okolí podlahy, obvykle v průběhu údržby. Whiskery mohou být dostatečně malé, aby prošly vzduchovými filtry, mohou se usadit uvnitř přístrojů a vyvolávat zkraty a poruchy systémů.
Whiskery cínu se neuvolňují do vzduchu a nevyvolávají tak poruchy přístrojů.
Whiskery cínu obvykle vyrůstají v prostředí, kde mohou snadno vytvářet zkraty. Při frekvencích nad 6 GHz nebo v rychlých digitálních obvodech mohou whiskery cínu vytvářet miniaturní antény, které ovlivňují impedanci obvodu a vyvolávají odrazy. V počítačových discích mohou whiskery způsobit poruchu hlavy nebo ložiska. Whiskery cínu často vyvolávají poruchy relé. Whiskery byly nalezeny při analýze poruch relé v zařízeních jaderných elektráren. Rovněž kardiostimulátory vykazovaly poruchy způsobené whiskery cínu. Výzkum rovněž identifikoval mechanizmus poruchy související s whiskery cínu ve vakuu (např. v kosmickém prostoru), kde zkrat ve výkonových součástkách související s whiskery cínu vytváří ionizované plazma, které je schopno vést proud stovek ampér, což velmi zvyšuje poškození související se zkratem. Zvýšené používání čistého cínu v elektronice, které souvisí se směrnicí RoHS, vedlo organizace JEDEC, IPC a IEC k vydání norem na přejímací zkoušky na whiskery cínu a návodů na způsoby potlačování tohoto problému, na pomoc výrobcům pro snížení rizika souvisejícího s whiskery cínu v bezolovnatých výrobcích.
Whiskery stříbra se často vyskytují ve spojení s vrstvou sulfidu stříbra, který se tvoří na povrchu stříbrných elektrických kontaktů, které pracují v atmosféře bohaté na sulfid vodíku při vysoké vlhkosti. Takové atmosféry mohou existovat při práci s odpadními vodami a v papírenských mlýnech.
Whiskery zlata o délce větší než 20 µm byly pozorovány na površích s povlakem zlata, což bylo ohlášeno v interním memorandu NASA v roce 2003.
Důsledky vytváření kovových whiskerů byly citovány na programu Engineering Disasters 19 na kanálu History Channel.

## Potlačování problémů s whiskery
Pro potlačení nebo vyloučení růstu whiskerů bylo použito několik výzkumných přístupů.

### Konformní povlaky
Vhodné konformní povlaky zastavují pronikání whiskerů bariérami, dosažení sousedních vývodů a vytváření zkratů. Tyto povlaky zahrnují bariéry vytvořené z keramických nebo polymerních komponent. Polymerní komponenty odklání whiskery, kdežto keramické chemické komponenty brání propíchnutí povlaku.

### Chemické změny povlaků
Pro potlačení vytváření whiskerů při kontrolních pokusech se ukázaly vhodné povlaky niklem, zlatem nebo palladiem.

## Příklady nehod souvisejících s whiskery cínu

### Galaxy IV
Galaxy IV byl telekomunikační satelit, který v roce 1998 selhal z důvodu zkratů souvisejících s whiskery cínu. Původně se předpokládalo, že kosmické prostředí přispělo k poruše. Později se ukázalo, že byl nesprávně použit konformní povlak, který dovolil vytváření whiskerů na povlaku čistého cínu. Tyto whiskery nalezly cestu přes chybějící místa v povlaku, což způsobilo poruchu hlavního řídicího počítače. Pro snížení rizika růstu whiskerů výrobce, Hughes, nahradil cínové pokovení niklovým. Toto vedlo ke zvýšení užitečného zatížení o 50 kg až 100 kg.

### Jaderná elektrárna Millstone
17. dubna 2005 došlo k vypnutí jaderné elektrárny Millstone v Connecticutu vyvolané „falešným poplachem“, který indikoval nebezpečný pokles tlaku páry v systému reaktoru, přičemž tlak páry byl ve skutečnosti správný. Falešný poplach byl vyvolán whiskery cínu, které zkratovaly logickou desku, která odpovídala za monitorování tlaku páry v elektrárně.

### Falešná hlášení snímačů polohy plynového pedálu vozů TOYOTA
V září 2011, tři pracovníci NASA hlásili výskyt whiskerů cínu na elektronice polohových senzorů pedálu plynu vzorkových modelů vozů Toyota Camry, které mohou souviset s nehodami typu "zamrzlý pedál plynu ", které ovlivnily jisté modely Toyota v létech 2005 až 2010. Toto bylo v rozporu s předchozím 10 měsíčním společným vyšetřováním organizacemi The National Highway Traffic Safety Administration (NHTSA) a velké skupiny dalších výzkumníků z NASA, kteří nenalezli žádné elektronické vady.
V roce 2012 NHTSA prohlásila, že „whiskery cínu nejsou dostatečným vysvětlením pro tyto nehody a že pravděpodobná příčina byla chybné použití pedálu.“
Toyota rovněž trvala na tom, že whiskery cínu nebyly příčinou selhání pedálu plynu vozů Toyota: „slovy U.S. Transportation Secretary Ray LaHood: verdikt je, že ve vozech Toyota se nevyskytují elektronické příčiny nechtěného zrychlení na vysokou rychlost.“ Podle tiskového mluvčího Toyoty „žádná data neindikují, že whiskery cínu se nevyskytují více ve vozech Toyota než v libovolných jiných vozidlech na trhu“. Toyota rovněž prohlašuje, že „jejich systémy jsou navrženy tak, že se zejména snižuje riziko vytváření whiskerů cínu.“